# Hokej na lodzie na Zimowych Igrzyskach Olimpijskich 2010 – turniej kobiet
Turniej olimpijski w hokeju na lodzie kobiet podczas XXI Zimowych Igrzysk Olimpijskich w Vancouver był czwartą edycją w historii i odbywał się w dniach od 13 do 25 lutego 2010 roku. Do rywalizacji przystąpiło 8 drużyn, podzielonych na dwie grupy. W każdej z nich zmagania toczyły się systemem kołowym (tj. każdy z każdym, po jednym meczu), po czym dwa najlepsze zespoły uzyskały awans do półfinału. Od tej fazy pojedynki przeprowadzane były systemem pucharowym (jedno spotkanie, przegrywający odpada, a zwycięzca kwalifikuje się do kolejnej fazy). Mecze rozgrywane były w dwóch halach: General Motors Place (nazywanej na okres igrzysk olimpijskich Canada Hockey Place) oraz w UBC Winter Sports Centre. Po raz pierwszy w turnieju olimpijskim udział wzięła reprezentacja Słowacji.
Obrończyniami złotych medali były Kanadyjki, które w Turynie pokonały Szwedki 4:1 (0:2, 0:2, 1:0). 
Kanadyjki skutecznie obroniły mistrzostwo olimpijskie, pokonując w finale Amerykanki 2:0 (2:0, 0:0, 0:0).

## Faza grupowa

### Grupa A
Wyniki
| 13 lutego 2010 | Szwecja | 3:0 | Szwajcaria | UBC Winter Sports Centre, Vancouver |

| Szczegóły      | Szczegóły                                                                             | Szczegóły       | Szczegóły | Szczegóły                                 |
| -------------- | ------------------------------------------------------------------------------------- | --------------- | --------- | ----------------------------------------- |
| Godzina: 12:00 | Danijela Rundqvist 12:31 (EQ) Tina Enstrom 31:35 (EQ) Erica Uden Johansson 41:50 (EQ) | (1:0, 1:0, 1:0) |           | Widzów: 5222 Sędzia główny: Leah Wrazidlo |

| 13 lutego 2010 | Kanada | 18:0 | Słowacja | General Motors Place, Vancouver |

| Szczegóły      | Szczegóły | Szczegóły       | Szczegóły | Szczegóły                                |
| -------------- | --- | --------------- | --------- | ---------------------------------------- |
| Godzina: 17:00 | Haley Irwin 01:39 (EQ) Tessa Bonhomme 03:06 (EQ) Meghan Agosta 05:38 (PP) Carla MacLeod 08:21 (EQ) Meghan Agosta 11:34 (EQ) Gina Kingsbury 15:09 (EQ) Colleen Sostorics 16:20 (EQ) Sarah Vaillancourt 23:42 (EQ) Marie-Philip Poulin 27:21 (PP) Meghan Agosta 30:19 (EQ) Jayna Hefford 32:00 (SH) Caroline Ouellette 32:44 (SH) Carla MacLeod 36:42 (EQ) Jayna Hefford 44:23 (EQ) Haley Irwin 44:37 (EQ) Cherie Piper 46:54 (EQ) Jayna Hefford 51:03 (EQ) Gina Kingsbury 52:52 (EQ) | (7:0, 6:0, 5:0) |           | Widzów: 16496 Sędzia główny: Joy Tottman |

| 15 lutego 2010 | Szwajcaria | 1:10 | Kanada | UBC Winter Sports Centre, Vancouver |

| Szczegóły      | Szczegóły                    | Szczegóły       | Szczegóły | Szczegóły                                   |
| -------------- | ---------------------------- | --------------- | --- | ------------------------------------------- |
| Godzina: 14:30 | Darcia Leimgruber 39:46 (EQ) | (0:2, 1:3, 0:5) | 06:27 (PP) Gillian Apps 14:25 (EQ) Sarah Vaillancourt 22:19 (EQ) Cherie Piper 28:08 (EQ) Meghan Agosta 31:15 (EQ) Meghan Agosta 40:54 (SH) Jayna Hefford 49:08 (EQ) Catherine Ward 49:27 (EQ) Marie-Philip Poulin 50:43 (EQ) Rebecca Johnston 51:55 (EQ) Hayley Wickenheiser | Widzów: 5413 Sędzia główny: Nicole Hertrich |

| 15 lutego 2010 | Szwecja | 6:2 | Słowacja | UBC Winter Sports Centre, Vancouver |

| Szczegóły      | Szczegóły | Szczegóły       | Szczegóły                                           | Szczegóły                             |
| -------------- | --- | --------------- | --------------------------------------------------- | ------------------------------------- |
| Godzina: 19:00 | Pernilla Winberg 05:01 (PP) Danijela Rundqvist 12:11 (PP) Jenni Asserholt 16:07 (EQ) Pernilla Winberg 29:07 (EQ) Elin Holmlöv 46:08 (PP) Pernilla Winberg 53:20 (EQ) | (3:2, 1:0, 2:0) | 09:52 (EQ) Anna Džurňáková 13:29 (EQ) Nicol Čupková | Widzów: 5323 Sędzia główny: Aina Hove |

| 17 lutego 2010 | Kanada | 13:1 | Szwecja | UBC Winter Sports Centre, Vancouver |

| Szczegóły      | Szczegóły | Szczegóły       | Szczegóły                   | Szczegóły                                 |
| -------------- | --- | --------------- | --------------------------- | ----------------------------------------- |
| Godzina: 14:30 | Meghan Agosta 06:58 (EQ) Marie-Philip Poulin 09:16 (PP) Cherie Piper 13:00 (EQ) Sarah Vaillancourt 15:27 (EQ) Tessa Bonhomme 15:57 (EQ) Meghan Agosta 21:06 (EQ) Jayna Hefford 25:14 (EQ) Hayley Wickenheiser 25:36 (EQ) Gillian Apps 26:13 (EQ) Meghan Agosta 27:59 (PP) Cherie Piper 29:17 (EQ) Haley Irwin 31:43 (PP) Gillian Apps 47:43 (EQ) | (5:0, 7:0, 1:1) | 52:16 (PP) Katarina Timglas | Widzów: 5483 Sędzia główny: Leah Wrazidlo |

| 17 lutego 2010 | Słowacja | 2:5 | Szwajcaria | UBC Winter Sports Centre, Vancouver |

| Szczegóły      | Szczegóły                                           | Szczegóły       | Szczegóły | Szczegóły                               |
| -------------- | --------------------------------------------------- | --------------- | --- | --------------------------------------- |
| Godzina: 19:00 | Janka Čulíková 07:10 (EQ) Janka Čulíková 40:19 (EQ) | (1:0, 0:1, 1:4) | 35:39 (EQ) Stefanie Marty 50:53 (EQ) Stefanie Marty 51:18 (EQ) Sara Benz 56:28 (SH) Kathrin Lehmann 58:25 (EQ) Stefanie Marty | Widzów: 5272 Sędzia główny: Ulla Sipila |

Tabela
Lp. = lokata, M = liczba rozegranych spotkań, W = Wygrane, WpD = Wygrane po dogrywce lub karnych, PpD = Porażki po dogrywce lub karnych, P = Porażki, G+ = Gole strzelone, G- = Gole stracone, Pkt = Liczba zdobytych punktów
| Lp. | Zespół     | M | Pkt | W | WpD | PpD | P | G + | G - | +/- |
| --- | ---------- | - | --- | - | --- | --- | - | --- | --- | --- |
| 1   | Kanada     | 3 | 9   | 3 | 0   | 0   | 0 | 41  | 2   | +39 |
| 2   | Szwecja    | 3 | 6   | 2 | 0   | 0   | 1 | 10  | 15  | -5  |
| 3   | Szwajcaria | 3 | 3   | 1 | 0   | 0   | 2 | 6   | 15  | -9  |
| 4   | Słowacja   | 3 | 0   | 0 | 0   | 0   | 3 | 4   | 29  | -25 |

### Grupa B
Wyniki
| 14 lutego 2010 | Stany Zjednoczone | 12:1 | Chiny | UBC Winter Sports Centre, Vancouver |

| Szczegóły      | Szczegóły | Szczegóły       | Szczegóły               | Szczegóły                               |
| -------------- | --- | --------------- | ----------------------- | --------------------------------------- |
| Godzina: 12:00 | Angela Ruggiero 02:50 (EQ) Kelli Stack 09:56 (EQ) Jenny Potter 14:22 (EQ) Meghan Duggan 17:40 (PP) Jenny Potter 18:01 (EQ) Jenny Potter 21:18 (PP) Lisa Chesson 23:46 (EQ) Jocelyne Lamoureux 39:39 (EQ) Meghan Duggan 43:59 (EQ) Molly Engstrom 50:43 (EQ) Natalie Darwitz 54:43 (EQ) Julie Chu 59:21 (EQ) | (5:0, 3:0, 4;1) | 57:39 (PP) Jin Fengling | Widzów: 5278 Sędzia główny: Ulla Sipila |

| 14 lutego 2010 | Finlandia | 5:1 | Rosja | UBC Winter Sports Centre, Vancouver |

| Szczegóły      | Szczegóły | Szczegóły       | Szczegóły                    | Szczegóły                             |
| -------------- | --- | --------------- | ---------------------------- | ------------------------------------- |
| Godzina: 16:30 | Saija Sirviö 09:30 (PP) Marjo Voutilainen 23:59 (EQ) Venla Hovi 37:36 (EQ) Nina Tikkinen 42:25 (EQ) Nina Tikkinen 49:32 (EQ) | (1:1, 2:0, 2:0) | 06:11 (PP) Aleksandra Wafina | Widzów: 5275 Sędzia główny: Mary Gage |

| 16 lutego 2010 | Rosja | 0:13 | Stany Zjednoczone | UBC Winter Sports Centre, Vancouver |

| Szczegóły      | Szczegóły | Szczegóły       | Szczegóły | Szczegóły                                   |
| -------------- | --------- | --------------- | --- | ------------------------------------------- |
| Godzina: 14:30 |           | (0:5, 0:7, 0:1) | 02:19 (EQ) Monique Lamoureux 05:48 (SH) Jenny Potter 09:54 (EQ) Karen Thatcher 12:57 (PP) Caitlin Cahow 15:56 (PP) Jenny Potter 20:34 (PP) Angela Ruggiero 23:16 (PP) Kelli Stack 26:01 (EQ) Jocelyne Lamoureux 27:50 (PP) Natalie Darwitz 31:00 (SH) Natalie Darwitz 31:46 (EQ) Jenny Potter 33:32 (PP) Molly Engstrom 41:05 (PP) Lisa Chesson | Widzów: 5365 Sędzia główny: Nicole Hertrich |

| 16 lutego 2010 | Finlandia | 2:1 | Chiny | UBC Winter Sports Centre, Vancouver |

| Szczegóły      | Szczegóły                                            | Szczegóły       | Szczegóły             | Szczegóły                               |
| -------------- | ---------------------------------------------------- | --------------- | --------------------- | --------------------------------------- |
| Godzina: 19:00 | Karoliina Rantamaki 29:13 (PP) Venla Hovi 32:02 (EQ) | (0:1, 2:0, 0:0) | 18:10 (EQ) Linuo Wang | Widzów: 5317 Sędzia główny: Joy Tottman |

| 18 lutego 2010 | Stany Zjednoczone | 6:0 | Finlandia | UBC Winter Sports Centre, Vancouver |

| Szczegóły      | Szczegóły | Szczegóły       | Szczegóły | Szczegóły                             |
| -------------- | --- | --------------- | --------- | ------------------------------------- |
| Godzina: 14:30 | Julie Chu 08:08 (EQ) Molly Engstrom 10:47 (PP) Meghan Duggan 11:29 (EQ) Natalie Darwitz 18:03 (EQ) Hilary Knight 31:48 (EQ) Karen Thatcher 58:22 (EQ) | (4:0, 1:0, 1:0) |           | Widzów: 5398 Sędzia główny: Aina Hove |

| 18 lutego 2010 | Chiny | 1:2 | Rosja | UBC Winter Sports Centre, Vancouver |

| Szczegóły      | Szczegóły               | Szczegóły       | Szczegóły                                                    | Szczegóły                                  |
| -------------- | ----------------------- | --------------- | ------------------------------------------------------------ | ------------------------------------------ |
| Godzina: 19:00 | Fengling Jin 37:38 (EQ) | (0:0, 1:2, 0:0) | 24:23 (EQ) Jekaterina Smolentsjewa 36:02 (PP) Marina Sergina | Widzów: 5391 Sędzia główny: Mary Anne Gage |

Tabela
Lp. = lokata, M = liczba rozegranych spotkań, W = Wygrane, WpD = Wygrane po dogrywce lub karnych, PpD = Porażki po dogrywce lub karnych, P = Porażki, G+ = Gole strzelone, G- = Gole stracone, Pkt = Liczba zdobytych punktów
| Lp. | Zespół    | M | Pkt | W | WpD | PpD | P | G + | G - | +/- |
| --- | --------- | - | --- | - | --- | --- | - | --- | --- | --- |
| 1   | USA       | 3 | 9   | 3 | 0   | 0   | 0 | 31  | 1   | +30 |
| 2   | Finlandia | 3 | 6   | 2 | 0   | 0   | 1 | 7   | 8   | -1  |
| 3   | Rosja     | 3 | 3   | 1 | 0   | 0   | 2 | 3   | 19  | -16 |
| 4   | Chiny     | 3 | 0   | 0 | 0   | 0   | 3 | 3   | 16  | -13 |

## Faza pucharowa

### Mecze o miejsca 5-8
| 20 lutego 2010 | Szwajcaria | 6:0 | Chiny | UBC Winter Sports Centre, Vancouver |

| Szczegóły      | Szczegóły | Szczegóły       | Szczegóły | Szczegóły                                 |
| -------------- | --- | --------------- | --------- | ----------------------------------------- |
| Godzina: 14:30 | Kathrin Lehmann 07:02 (EQ) Stefanie Marty 07:53 (EQ) Lucrece Nussbaum 27:12 (PP) Stefanie Marty 39:44 (EQ) Stefanie Marty 54:54 (EQ) Stefanie Marty 58:48 (EQ) | (2:0, 2:0, 2:0) |           | Widzów: 5454 Sędzia główny: Leah Wrazidlo |

| 20 lutego 2010 | Rosja | 4:2 | Słowacja | UBC Winter Sports Centre, Vancouver |

| Szczegóły      | Szczegóły | Szczegóły       | Szczegóły                                             | Szczegóły                             |
| -------------- | --- | --------------- | ----------------------------------------------------- | ------------------------------------- |
| Godzina: 19:00 | Tatiana Sotnikowa 07:34 (EQ) Ija Gawriłowa 18:16 (PP) Sietłana Terentjewa 33:45 (SH) Ija Gawriłowa 50:26 (PP) | (2:0, 1:1, 1:1) | 23:24 (PP) Petra Pravliková 40:31 (EQ) Jana Kapustová | Widzów: 5488 Sędzia główny: Aina Hove |

### Mecz o siódme miejsce
| 22 lutego 2010 | Chiny | 3:1 | Słowacja | UBC Winter Sports Centre, Vancouver |

| Szczegóły      | Szczegóły                                                      | Szczegóły       | Szczegóły                   | Szczegóły                               |
| -------------- | -------------------------------------------------------------- | --------------- | --------------------------- | --------------------------------------- |
| Godzina: 14:00 | Wang Linuo 37:15 (EQ) Sun Rui 45:04 (EQ) Wang Linuo 51:44 (EQ) | (0:1, 1:0, 2:0) | 10:37 (EQ) Petra Pravliková | Widzów: 5284 Sędzia główny: Joy Tottman |

### Mecz o piąte miejsce
| 22 lutego 2010 | Szwajcaria | 2:1 pk. | Rosja | UBC Winter Sports Centre, Vancouver |

| Szczegóły      | Szczegóły                                           | Szczegóły                | Szczegóły                 | Szczegóły                               |
| -------------- | --------------------------------------------------- | ------------------------ | ------------------------- | --------------------------------------- |
| Godzina: 19:00 | Stefanie Marty 34:12 (PP) Stefanie Marty 70:00 (PS) | (0:1, 1:0 0:0, 0:0, 1:0) | 09:05 (PP) Tatiana Burina | Widzów: 5412 Sędzia główny: Ulla Sipila |

### Półfinały
| 22 lutego 2010 | Stany Zjednoczone | 9:1 | Szwecja | General Motors Place, Vancouver |

| Szczegóły      | Szczegóły | Szczegóły       | Szczegóły                   | Szczegóły                                   |
| -------------- | --- | --------------- | --------------------------- | ------------------------------------------- |
| Godzina: 12:00 | Monique Lamoureux 07:14 (EQ) Meghan Duggan 08:23 (PP) Angela Ruggiero 23:22 (EQ) Caitlin Cahow 25:58 (EQ) Karen Thatcher 33:35 (EQ) Monique Lamoureux 45:59 (PP) Kerry Weiland 47:15 (EQ) Kelli Stack 55:20 (EQ) Monique Lamoureux 57:19 (PP) | (2:0, 3:1, 4:0) | 29:34 (PP) Pernilla Winberg | Widzów: 16021 Sędzia główny: Mary Anne Gage |

| 22 lutego 2010 | Kanada | 5:0 | Finlandia | General Motors Place, Vancouver |

| Szczegóły      | Szczegóły | Szczegóły       | Szczegóły | Szczegóły                                    |
| -------------- | --- | --------------- | --------- | -------------------------------------------- |
| Godzina: 17:00 | Cherie Piper 05:22 (EQ) Haley Irwin 14:36 (EQ) Meghan Agosta 36:21 (EQ) Haley Irwin 44:23 (EQ) Caroline Ouellette 58:57 (SH) | (2:0, 1:0, 2:0) |           | Widzów: 13324 Sędzia główny: Nicole Hertrich |

### Mecz o trzecie miejsce
| 25 lutego 2010 | Finlandia | 3:2 pd. | Szwecja | General Motors Place, Vancouver |

| Szczegóły      | Szczegóły                                                                             | Szczegóły            | Szczegóły                                            | Szczegóły                                    |
| -------------- | ------------------------------------------------------------------------------------- | -------------------- | ---------------------------------------------------- | -------------------------------------------- |
| Godzina: 11:00 | Heidi Pelttari 24:24 (EQ) Michelle Karvinen 36:02 (EQ) Karoliina Rantamaki 62:33 (EQ) | (0:0, 2:1, 0:1, 1:0) | 32:24 (PP) Maria Rooth 45:09 (PP) Danijela Rundqvist | Widzów: 16398 Sędzia główny: Nicole Hertrich |

### Finał
| 25 lutego 2010 | Kanada | 2:0 | Stany Zjednoczone | General Motors Place, Vancouver |

| Szczegóły      | Szczegóły                                                     | Szczegóły       | Szczegóły | Szczegóły                              |
| -------------- | ------------------------------------------------------------- | --------------- | --------- | -------------------------------------- |
| Godzina: 15:30 | Marie-Philip Poulin 13:55 (EQ) Marie-Philip Poulin 16:50 (EQ) | (2:0, 0:0, 0:0) |           | Widzów: 16805 Sędzia główny: Aina Hove |